# Ленор (округ)
Округ Ленор (англ. Lenoir County) располагается в штате Северная Каролина, США. Административный центром является город Кинстон — крупнейший населённый пункт округа.
По состоянию на 2010 год, численность населения округа составляла 59 495 человек.

## История
Округ Ленор был официально образован в 1791 году и назван в честь участника Войны за независимость США генерала Уильяма Ленуара (1751–1839).

## География
В соответствии с данными указанными на сайте центрального статистического органа страны — Бюро переписи населения США, общая площадь округа равняется 1 043,771 км2, из которых 1 038,591 км2 занимает суша и 5,698 км2 или 0,5% приходится на водную поверхность.

## Климат
Согласно классификации климатов Кёппена, в округе Ленор преимущественно влажный субтропический климат, сокращенно обозначаемый на климатических картах аббревиатурой «Cfa». По данным представленным Национальной метеорологической службой США, самая высокая температура, зарегистрированная в административном центре округа, составляла 103 °F (39,4 °C) 20 июля 1977 года и с 20 по 22 августа 1983 года, а самая низкая −2 °F (−18,9 °C) 21 января 1985 года.

## Население
По данным переписи населения 2000 года в округе проживает 59 648 жителей в составе 23 862 домашних хозяйств и 16 178 семей. Плотность населения составляет 58,00 человек на км2. На территории округа насчитывается 27 184 жилых строений, при плотности застройки около 26,00-ти строений на км2. Расовый состав населения: белые — 56,47 %, афроамериканцы — 40,43 %, коренные американцы (индейцы) — 0,18 %, азиаты — 0,34 %, гавайцы — 0,05 %, представители других рас — 1,88 %, представители двух или более рас — 0,66 %. Испаноязычные составляли 3,17 % населения независимо от расы.
В составе 31,30 % из общего числа домашних хозяйств проживают дети в возрасте до 18 лет, 46,40 % домашних хозяйств представляют собой супружеские пары проживающие вместе, 17,30 % домашних хозяйств представляют собой одиноких женщин без супруга, 32,20 % домашних хозяйств не имеют отношения к семьям, 28,40 % домашних хозяйств состоят из одного человека, 11,80 % домашних хозяйств состоят из престарелых (65 лет и старше), проживающих в одиночестве. Средний размер домашних хозяйства составляет 2,43 человека, и средний размер семьи 2,96 человека.
Возрастной состав округа: 25,30 % моложе 18 лет, 7,90 % от 18 до 24, 27,60 % от 25 до 44, 24,60 % от 45 до 64 и 24,60 % от 65 и старше. Средний возраст жителя округа 38 лет. На каждые 100 женщин приходится 90,30 мужчин. На каждые 100 женщин старше 18 лет приходится 84,70 мужчин.
Средний доход на домохозяйство в округе составлял 31 191 USD, на семью — 38 815 USD. Среднестатистический заработок мужчины был 28 879 USD против 21 536 USD для женщины. Доход на душу населения составлял 16 744 USD. Около 12,60 % семей и 16,60 % общего населения находились ниже черты бедности, в том числе — 22,00 % молодежи (тех, кому ещё не исполнилось 18 лет) и 18,40 % тех, кому было уже больше 65 лет.